# Дорнберк
Дорнберк (словен. Dornberk, итал. Montespino) је насељено место у општини Нова Горица, Горишка регија, Словенија.

## Историја
До територијалне реорганизације у Словенији био је у саставу старе општине Нова Горица.

## Становништво
У попису становништва из 2011. године, Дорнберк је имао 798 становника.
| Број становника према пописима | Број становника према пописима | Број становника према пописима |
| ------------------------------ | ------------------------------ | ------------------------------ |
| 1991                           | 2002                           | 2011                           |
| 838                            | 795                            | 798                            |

Напомена: Од 1948. до 1952. исказивано под именом Зали Хриб.

## Галерија
- улаз у насеље
- црквени звоник
- железничка станица